# Colonia Almada
Colonia Almada es una localidad situada en el departamento Tercero Arriba, provincia de Córdoba, Argentina.
Dista de la Ciudad de Córdoba en 100 km. La localidad se sitúa sobre la ruta provincial E79.
La superficie total de Colonia Almada es de 35,5 ha. El relieve de la zona es del tipo plano, sin serranías ni ondulaciones lo que la convierte en una típica población rural.
La principal actividad económica es la agricultura seguida por la ganadería.

## Historia
Allá por la década de 1890 a nivel nacional, más precisamente en el terreno económico, los gobiernos le dieron a la Argentina una exclusiva orientación agropecuaria, hacia la cual se dirigía toda la legislación dictada. De este modo, se llevó a cabo la implementación de la exportación de nuestra producción agraria a cambio de la importación de manufactura. 
Colonia Almada no estuvo ajeno a esta situación nacional, quizás haya sido producto de esa época la implementación de una ley, la ley de colonias, lo que le permitió al Dr. Tristán Almada concretar la fundación de este pueblo.
Esta ley tendía a favorecer al colono que adquiriera y cultivara nuevas tierras con el objeto no sólo de fomentar transitoriamente la producción agrícola sino también de promover centros de población que la hagan estable.
Es así, que hacia el año 1893 el Dr. Tristán Almada vendió al Emilio Lamothe un campo de su propiedad conocido con el nombre La Magdalena, ubicado en la pedanía Capilla de Rodríguez. 
El comprador Emilio Lamothe a través de su apoderado especial Sr. Samuel Palacios adquirió estas tierras asumiendo el compromiso de salvar la hipoteca que pesaba sobre ellas y fundar una colonia que lleve el nombre de su anterior dueño. 
A sólo un año de la fundación don Emilio Lamothe comenzó a vender lotes y concesiones de lo que hoy es Colonia Almada.  Los primeros propietarios que llegaron a estos lugares eran provenientes de la provincia de Santa Fe, inmigrantes europeos;  algunos de sus nombres fueron: Simón Bertero, Andrés y Lorenzo Macagno, Domingo y Bautista Vaschetto, Miguel Tavella y Bartolomé Martina.
Más tarde continuaron las ventas a nuevos propietarios, José y Francisco Ramonda, Pablo Boglione, Antonio Barbero y el señor Bartolomé Coniglio. Desde entonces, un anhelo en común tenían todos aquellos primeros inmigrantes: “la búsqueda de mejores posibilidades”.  Es así que, los primeros pobladores, ya propietarios o simples trabajadores, fueron quienes manifestaban su espíritu laborioso, su amor a la tierra y ayudados por la benignidad del clima hicieron de la agricultura su forma de vida.

## Geografía

### Población
Cuenta con 495 habitantes (Indec, 2010), lo que representa un descenso del 4,6% frente a los 519 habitantes (Indec, 2001) del censo anterior.
| Gráfica de evolución demográfica de Colonia Almada entre 1991 y 2010 |
|                                                                      |
| Fuente: Censos nacionales del INDEC                                  |

### Sismicidad
La sismicidad de la región de Córdoba es frecuente y de intensidad baja, y un silencio sísmico de terremotos medios a graves cada 30 años en áreas aleatorias. Sus últimas expresiones se produjeron:
- 22 de septiembre de 1908 (116 años), a las 17.00 UTC-3, con 6,5 Richter, escala de Mercalli VII; ubicación 30°30′0″S 64°30′0″O / -30.50000, -64.50000; profundidad: 100 km; produjo daños en Deán Funes, Cruz del Eje y Soto, provincia de Córdoba, y en el sur de las provincias de Santiago del Estero, La Rioja y Catamarca[2]

- 16 de enero de 1947 (78 años), a las 2.37 UTC-3, con una magnitud aproximadamente de 5,5 en la escala de Richter (terremoto de Córdoba de 1947)[1]

- 28 de marzo de 1955 (70 años), a las 6.20 UTC-3 con 6,9 Richter: además de la gravedad física del fenómeno se unió el desconocimiento absoluto de la población a estos eventos recurrentes (terremoto de Villa Giardino de 1955)

- 7 de septiembre de 2004 (20 años), a las 8.53 UTC-3 con 4,1 Richter

- 25 de diciembre de 2009 (15 años), a las 21.42 UTC-3 con 4,0 Richter